# Muristenes

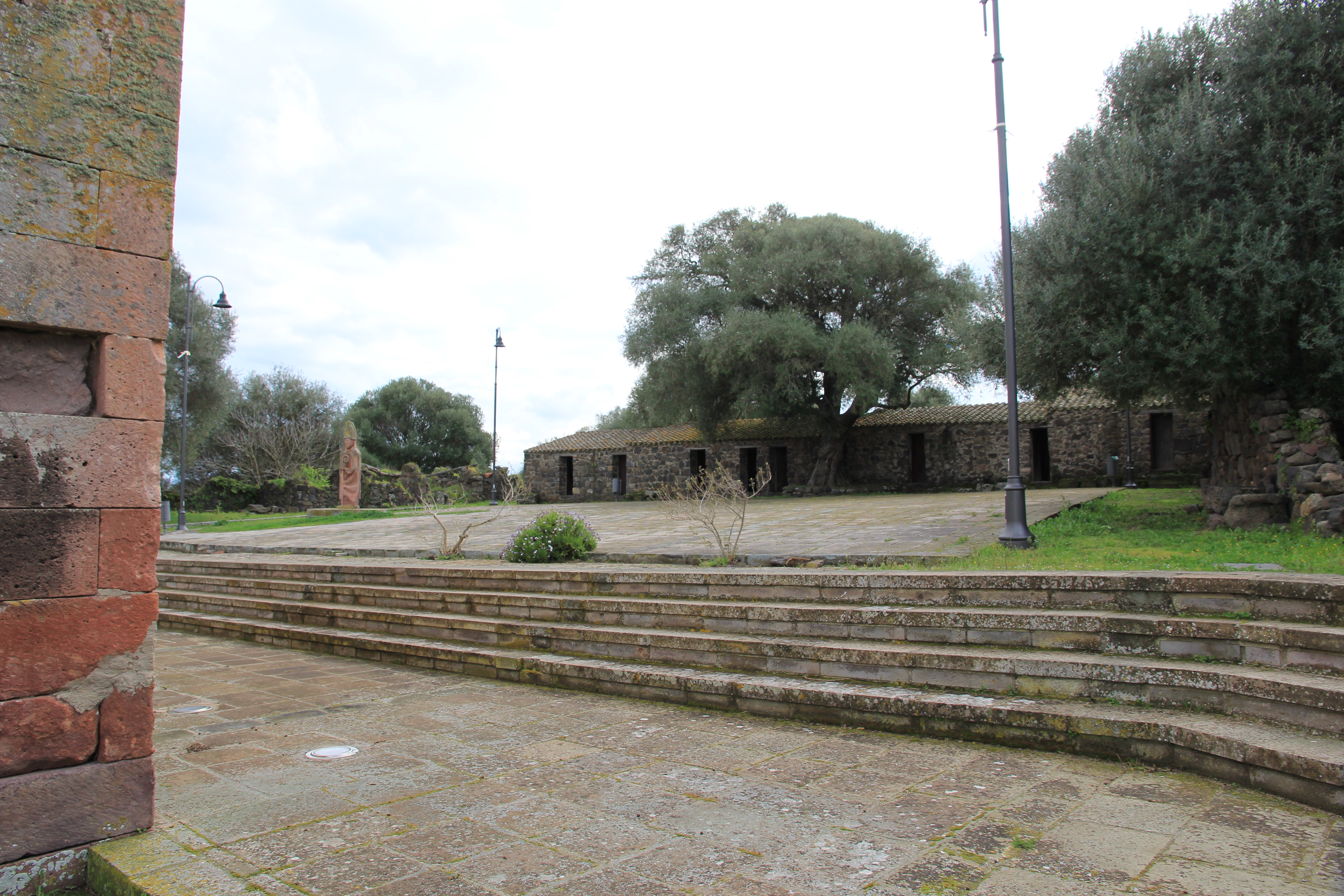
Muristenes a San Gemiliano (Villanova Truschedu)

I muristenes o le cumbessias (a seconda della zona e del dialetto in cui si trovano) sono dei piccoli alloggi per pellegrini e novenanti tipici  di alcune chiese e di santuari campestri della Sardegna. Se per alcuni studiosi in epoca antichissima (verosimilmente medievale) erano alloggi di monaci, per altri studiosi essi erano talvolta anche spazi dedicati ai mercanti. Si differenziano dalle lollas che sono invece loggiati generalmente occupati dai venditori ambulanti durante le manifestazioni religiose.